# Pyecombe
Pyecombe – wieś w Anglii, w hrabstwie West Sussex, w dystrykcie Mid Sussex. Leży 44 km na wschód od miasta Chichester i 68 km na południe od Londynu. W 2001 miejscowość liczyła 200 mieszkańców.